# Trachylepis quinquetaeniata
Trachylepis quinquetaeniata este o specie de șopârle din genul Trachylepis, familia Scincidae, descrisă de Martin Lichtenstein în anul 1823. Conform Catalogue of Life specia Trachylepis quinquetaeniata nu are subspecii cunoscute.

## Galerie

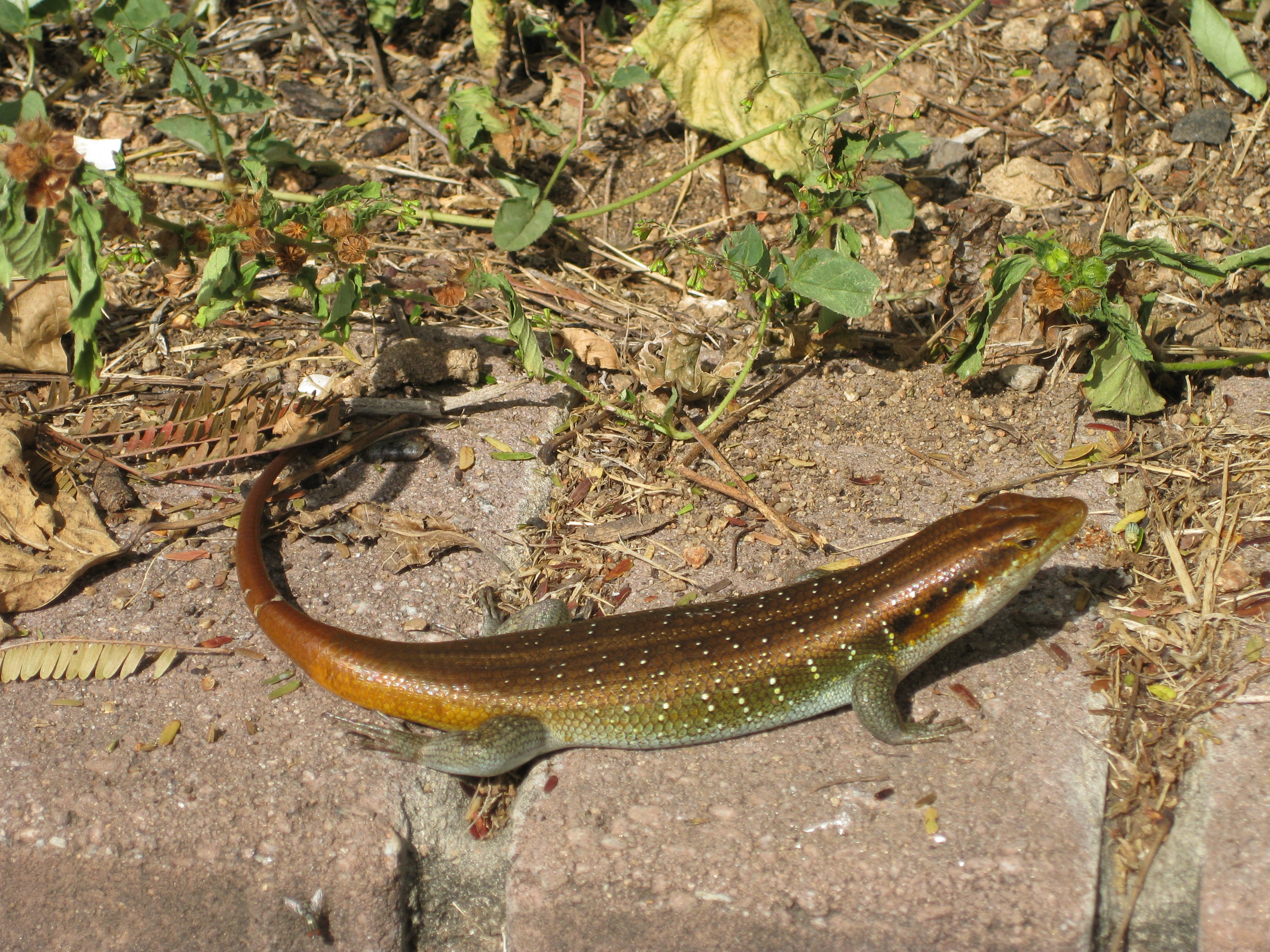
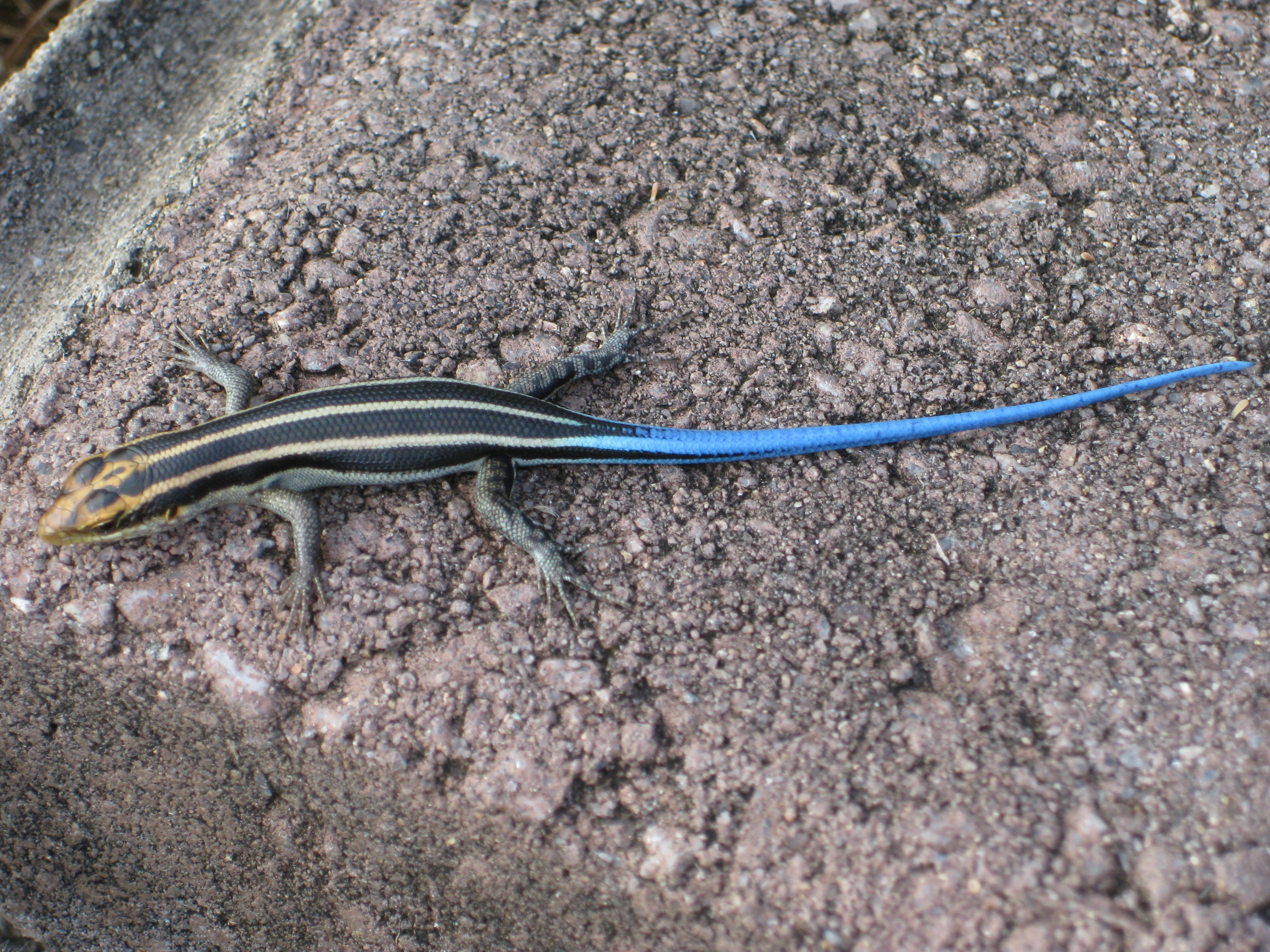